# Арета IV Филопатрис
Арета IV Филопатрис (Филодем) или Харитат IV (набатейский: Ḥāritat) — правитель Набатеи с 9 года до н. э. по 40 год н. э., называемый «Великим». В его правление Набатейское царство достигло своего наивысшего расцвета, простираясь от северного Хиджаза на юге до плато Хауран (Сирия) на севере. В этот период созданы известные памятники архитектуры Петры.

## Биография
Из надписи в Петре следует, что Арета мог быть потомком Малику I. Арета пришёл к власти после отравления Ободата III. Согласно Иосифу Флавию, своё первое имя Эней он изменил на тронное имя Арета, чтобы доказать законность своей власти. Полный титул Ареты звучал: «Арета — царь набатеев, друг своему народу» (mlk Nbtw rhm 'mh), откуда и следует прозвище царя «Филопатрис» (Philopatris) — «любящий Родину» или «друг Отчизны». Порядковый номер правителя появился в научной среде.
В Риме Силлай, властный советник Ободата III, пытался подкупить царедворцев и с помощью римского императора заполучить власть в Набатее. Интриги Силлая едва не возымели успеха, но Арета прислал дары и письмо, в котором обвинил в гибели Ободата III самого Силлая. Благодаря раздобытым Николаем Дамасским доказательствам вины Силлая, его казнили, а Арета был признан правителем Набатеи. Со смертью Ирода Великого в 4 году до н. э. Иудею охватили волнения. По приказу Ареты IV военачальник двух легионов Вара направился в Иудею для усмирения. Иудея вошла в Римскую империю.

Арета IV выдал замуж за Ирода Антипу свою 12-летнюю дочь Фазелис (Phasaelis) — старшую из 5 дочерей. После нового брака супруга с Иродиадой она вернулась в 35 году к отцу. Это усложнило и без того тяжёлые из-за пограничного вопроса отношения между правителями. Зимой 36/37 годов Арета захватил приграничные земли Иудеи вдоль Иордана, включая районы Кумрана. Только весть о смерти императора Тиберия остановила подоспевшие на помощь Ироду Антипе легионы Луция Вителлия от вторжения в Набатею. Иосиф Флавий писал, что в наказание за отсечение головы Иоанна Крестителя Ирод Антипа потерпел поражение от своего тестя. В Новом Завете сообщается о преследовании при Арете IV апостола Павла в Дамаске:
В Дамаске правитель царя Ареты сторожил все ворота Дамаска, чтобы схватить меня, но меня спустили в корзине через отверстие в стене, и я от него спасся. 
Остаётся неясным, что имел в виду апостол Павел: находился ли Дамаск под контролем армии Ареты IV, или это был глава набатейской общины, а не города в целом. Арета IV скончался в 40 году, процарствовав 49 лет — дольше прочих правителей Набатеи. Его старший сын Малику II наследовал власть отца.

## Семья
Сохранившиеся письменные источники содержат некоторые сведения о семье и ближайших родственниках Ареты, что связано с манерой датировать тексты не только годами правления самого царя, но и временем жизни членов его семьи. Датированная 20-м годом надпись гласит:
«При жизни Ареты, царя набатеев, возлюбившего свой народ, и [Шукайлат, се]стры его, царицы набатеев, и Малику, и Ободата, и Раббэля, и Пацэля, и Шасудат, и Хагру, детей его, и Ареты сына Хаг[ру, внука его]».
Царские сёстры (жёны) Хулду, Шукайлат и Гамалат, набатейские царицы, упоминаются и на монетах Ареты IV. Профиль первой жены Ареты IV — Хулду, на которой он был женат до своего восшествия на престол, чеканился на набатейских монетах до 16 года н. э. С 27 года на монетах появился профиль новой жены Шукайлат. Младшая дочь Фазелис также удостоилась чести быть изображённой на набатейских монетах (возможно, в честь её свадьбы).